# Américo Belloto Varoni
Américo Belloto Varoni (Don Américo; * 30. April 1913 in Buenos Aires; † 30. April 1965 ebenda) war ein argentinischer Geiger und Dirigent.

## Leben und Wirken
Belloto unterrichtete am Konservatorium seiner Heimatstadt und war Direktor von Radio Nacional. Ab 1931 spielte er im Wechsel in einem Kammermusikensemble und einem Tangoorchester. Er wurde dann Erster Geiger des Orchesters von Radio Belgrano und gründete 1943 das Studioorchester Don Américo y sus Caribes, mit dem er Aufnahmen u. a. mit Marión Inclán, Eduardo Farrell, Alberto Gómez, Alfonso Ortiz Tirado, Eduardo Lanz, María de la Fuente, Arturo Gatica, Aldo Nigro, Mario Visconti, Álvaro Solani, Elvira Ríos, Fernando Borel, Leo Marini, Fernando Albuerne, Mario Clavell, Fernando Torres, Gregorio Barrios, Hugo Romani und Genaro Salinas einspielte, darunter Werke von Don Fabián, Eugenio Nóbile, Héctor Lagna Fietta und Atilio Carbone. Er lebte dann einige Jahre in Kolumbien, bevor er Anfang der 1960er Jahre nach Argentinien zurückkehrte. Belloto kam an seinem 52. Geburtstag bei einem Verkehrsunfall ums Leben. Er war mit der kolumbianischen Fernsehmoderatorin Teresa Gutiérrez verheiratet und Vater des Schauspielers Miguel Varoni.